# Idaea lutea
Idaea lutea là một loài bướm đêm trong họ Geometridae.